# Каржай

Каржай (Пояда) — река в России, протекает в Старицком районе Тверской области. Устье реки находится в 3168 км по правому берегу реки Волга. Длина реки составляет 12 км. 

## Данные водного реестра
По данным государственного водного реестра России относится к Верхневолжскому бассейновому округу, водохозяйственный участок реки — Волга от города Зубцов до города Тверь, без реки Тверца, речной подбассейн реки — бассейны притоков (Верхней) Волги до Рыбинского водохранилища. Речной бассейн реки — (Верхняя) Волга до Куйбышевского водохранилища (без бассейна Оки).
По данным геоинформационной системы водохозяйственного районирования территории РФ, подготовленной Федеральным агентством водных ресурсов:
- Код водного объекта в государственном водном реестре — 08010100612110000001699
- Код по гидрологической изученности (ГИ) — 110000169
- Код бассейна — 08.01.01.006
- Номер тома по ГИ — 10
- Выпуск по ГИ — 0